# Minnesota
För andra betydelser, se Minnesota (olika betydelser).
Minnesota är en delstat i norra USA. Minneapolis är den största staden men Saint Paul är huvudstad. Minnesota har en hög andel svenskättlingar, och man talar om "svenskbygderna".
Minnesota bildades ur Minnesotaterritoriet, som upprättats den 3 mars 1849, och inträdde i unionen den 11 maj 1858, som 32:a delstat. Minnesota förkortas vanligen MN eller Minn.
Staten kallas The Land of 10,000 Lakes eftersom det finns ett stort antal sjöar i delstaten. Faktum är att det faktiska antalet sjöar i delstaten är fler än 15 000 – kanske till och med uppemot 22 000. Många av sjöarna heter likadant; det finns 201 Mud Lakes, 154 Long Lakes, 123 Rice Lakes och 83 Bass Lakes. Enligt gamla berättelser från 1800-talet bodde det en gång i Minnesota en jätte vid namn Paul Bunyan som jobbade som skogshuggare, och vars fotavtryck det var som bildade sjöarna i delstaten.
Minnesota bildar tillsammans med grannstaterna North Dakota, South Dakota och Wisconsin en region kallad Övre Mellanvästern (engelska: Upper Midwest), en del av Mellanvästern.
Tre amerikanska örlogsfartyg har burit namnet USS Minnesota efter denna delstat.

## Historia
Namnet Minnesota är siouxspråk och kan tolkas på flera sätt, en av översättningarna är "klart vatten". En annan översättning är "molnigt vatten", och kan tolkas att vattnet är så klart att moln reflekteras från himlen eller referera till den dimma som lägger sig på sjöarna en viss årstid. De första européer man med säkerhet känner till i området var franska pälsjägare och missionärer, som kom dit under 1600-talet. Att de döpte området till Minnesota antyder att det då dominerades av en siouxtalande urbefolkning.
Från 1753 styrdes Minnesotas östra del, öster om Mississippifloden, av britterna och införlivades 1783 med USA. När man 1803 köpte Louisianaterritoriet införlivades även västra Minnesota. 3 mars 1849 blev Minnesota ett territorium och 11 maj 1858 blev Minnesota senare en delstat.
År 1819 byggdes de första permanenta bosättningarna i Minnesota, varefter invandringen ökade, främst från New England. Ekonomin byggde till en början på en omfattande spannmåls- och trävaruhandel. Efter inbördeskriget (1861–1865) började en stor invandringsvåg från Europa, främst från Tyskland, Sverige och Norge.
Vid sekelskiftet 1900 tog industrialiseringen fart genom att man fann stora mängder järnmalm.
Delstaten tog sin nya flagga och sitt nya sigill i bruk den 11 maj 2024 som också är delstatens dag (engelska: statehood day).

## Geografi och klimat
Med en area på 225 365 km2 utgör delstaten 2,25% av USA:s totala yta. Minnesota är berömt för sina sjöar, det finns över 15 000 sjöar, enligt vissa källor så finns det uppemot 22 000. Den del av Lake Superior som ligger i Minnesota utgör den största vattenmassan i landet.
Minnesota gränsar i norr till Kanada (Manitoba och Ontario), i öst till Wisconsin och Lake Superior, i söder till Iowa och i väster till North Dakota och South Dakota.
Huvudstaden Saint Paul och delstatens största stad Minneapolis ligger på var sin sida av Mississippifloden. Dessa två städer bildar tillsammans ett område kallat Twin Cities. Andra stora städer i delstaten är Duluth, St. Cloud, Mankato, Rochester och Bloomington.
Minnesota har ett tempererat inlandsklimat med stora skillnader mellan sommar/vinter och dag/natt. Genomsnittet för den kallaste månaden, januari, är -11,5 °C och i den varmaste, juli, 23 °C. Den genomsnittliga årliga mängden nederbörd är 719 millimeter.

## Större städer
De tio största städerna i Minnesota (2010).
- Minneapolis – 382 578
- Saint Paul – 285 068
- Rochester – 106 769
- Duluth – 86 265
- Bloomington – 82 893
- Brooklyn Park – 75 781
- Plymouth – 70 576
- St. Cloud – 65 842
- Eagan – 64 206
- Woodbury – 61 961

## Ekonomi

### Delstatsinkomst
Den genomsnittliga inkomsten i Minnesota var 1999 $30 742. Detta kan jämföras med genomsnittet för USA som låg på $28 546. I genomsnitt hade delstatens hushåll en inkomst på $48 000, vilket placerade Minnesota på en åttonde plats bland USA:s delstater. Det finns emellertid stora skillnader mellan delstatens olika countys, från $17 369 (Todd County) till $42 313 (Hennepin County). De lägsta inkomsterna finner man i den nordvästra delen av delstaten. Observera att alla dessa siffror gäller för 1999.

### Viktigaste företagen och produkterna
I Twin Cities-området finns de största företagen, bland andra 3M (tidigare Minnesota Mining and Manufacturing) och Northwest Airlines. I staden Rochester har bland andra IBM en stor fabrik. Landets största galleria, Mall of America, ligger i Bloomington.
En stor del av delstatens ekonomi är fortfarande beroende av jordbruket. I norra delen av Minnesota finns fortfarande en del gruv- och trävaruindustri, av vilka båda är på nedgång.

### Skatter
Minnesota anses av många ha en hög skatt. Delstaten tillämpar inkomstskatt- och moms, såväl som extraskatt på vissa varor, exempelvis tobak, alkohol och bensin.
År 1998 betalade varje medborgare i genomsnitt 11,8 procent av sin inkomst i skatt, vilket var en nedgång från 1996, då genomsnittet låg på 12,7 procent.
Statens bruttoinkomst var 1999 knappt $173 miljoner.

## Styre och politik
Liksom andra delstater i USA har Minnesota en konstitution där delstatsstyret bygger på tredelad maktdelning: Minnesotas legislatur, Minnesotas guvernör samt Minnesota Supreme Court.

### Politik

Resultat i presidentvalet 2016 utifrån delstatens countyn.
Clinton:
40–50%
50–60%
60–70%
Trump:
40–50%
50–60%
60–70%
70–80%

Minnesota är ett relativt starkt fäste för demokraterna. I regel är demokraterna populära i och omkring Minneapolis-Saint Paul, medan republikanerna är starka på landsbygden i countyn som Brown, Morrison, Otter Tail och Todd.[källa behövs]
I presidentval har Minnesota 10 elektorsröster som tilldelas den kandidat som erhåller flest röster i delstaten. Delstaten har röstat för demokraternas presidentkandidat i elva raka presidentval, samtliga presidentval sedan valet 1972. Det är den enda delstaten som inte röstade för Ronald Reagan i vare sig valet 1980 eller 1984. I valet 2016 var dock delstaten en av valets jämnaste, då demokraternas kandidat vann efter att ha fått 46,4 procent av rösterna mot 44,9 för republikanernas kandidat Donald Trump.[källa behövs]

## Demografi
År 2000 hade Minnesota 4 919 479 invånare (1,75% av nationen), med en tillväxttakt av 12,4% under de senaste 10 åren (jämfört med 13,1% för hela landet). 88,2% av delstatens invånare är vita, latinamerikaner ej inräknade. 3,5% afroamerikaner, 2,9% latinamerikaner och 2,9% asiater. Många av invånarna kommer ursprungligen från Norden och delstaten har ett starkt nordiskt drag (uppskattningsvis är 1,5 miljoner av invånarna ättlingar till danska, finska, norska och svenska invandrare). Vidare uppskattas cirka 2 miljoner komma från Tyskland. På senare år har nya invandrargrupper kommit till Minnesota och delstaten har nu en mycket stor population från Asien, främst från Laos, Kambodja och Vietnam. Även ett stort antal invandrare från Somalia finns i delstaten.

### Invånare efter ålder
| 0–18  | 1 320 670 | 23,1% |
| 19–64 | 3 441 745 | 60,2% |
| 65+   | 954 770   | 16,7% |

### Religion
Större delen av befolkningen är katoliker och protestanter, särskilt lutheraner. På senare år har andra religioner kommit till Minnesota med det stora antalet invandrare. Numera finns ett flertal moskéer och buddhistiska tempel. Även hinduiska tempel finns.

## Sport
Professionella lag i de högsta ligorna
- NFL - amerikansk fotboll
  - Minnesota Vikings
- MLB - baseball
  - Minnesota Twins
- NBA - basketboll
  - Minnesota Timberwolves
- NHL - ishockey
  - Minnesota Wild
- WNBA - basketboll, damer
  - Minnesota Lynx

## Kända personer födda i Minnesota
- Bob Dylan, poet och musiker
- Prince, sångare, musiker och låtskrivare
- Charles M. Schulz, serietecknare (mest känd för Snobben)
- Eddie Cochran, musiker
- Zach Parise, hockeyspelare
- Herb Brooks, hockeyspelare och tränare, tog OS-guld med USA 1980
- Garrett Hedlund, skådespelare
- Chris Pratt, skådespelare
- Don LaFontaine, röstskådespelare
- Jessica Lange, skådespelare
- Judy Garland, sångerska och skådespelerska
- Marion Ross, skådespelerska
- Jessie Diggins, längdåkare
- Tim Kaine, vicepresidentkandidat till presidentvalet i USA 2016
- Gwen Walz, Minnesotas första dam.